# 甘榜班登
甘榜班登是馬來西亞吉隆坡市中心東南部的一個區域，鄰近半山芭、馬魯里、燕美，為吉隆坡傳統馬來人聚集區，鄰近皇家雪蘭莪高爾夫球場（英語：Royal Selangor Golf Club）、皇家雪蘭莪馬球俱樂部（英語：The Royal Selangor Polo Club），位於其西側的甘榜班登交通圈，為市中心前往東南郊各個住宅區的主要交通樞紐。

## 歷史
甘榜班登原本為依畔市中心的傳統馬來村莊，由於這裡種植許多的班蘭故而得名。因其地理位置，在上世紀60年代起，馬來西亞政府開始將居住在其他地區的馬來人安置在此。在1980年代，當地的非法木屋開始陸續拆除，取而代之的為迪沙班登公寓馬來語：，是吉隆坡市郊最早提供給中下階層入住的公寓之一，每棟公寓樓高5層，共計45棟，每間單位達720平方呎，設有三房一浴，因其便宜的房價，成為許多馬來西亞其他地區的馬來人遷移吉隆坡的主要落腳處，也使得許多民眾逐漸將此區稱為迪沙班登。在開始引來大批建案在此發展，逐漸蛻變為新興的花園住宅區，進入2010年起，鄰近的敦拉薩國際貿易中心（TRX）及TREC KL娛樂特區的進駐，使得其原本馬來甘榜的情景已不復存在。

## 教育
甘榜班登一帶學校數量眾多，共計有9間學校，主要為服務馬來人與印度人的國民小學（馬來語：Sekolah Kebangsaan）、國民中學（馬來語：Sekolah Menengah Kebangsaan，通稱「國中」）及國際學校，循人華小為當地唯一一所華文小學
| 学校编号 | 地区     | 中文名称 | 马來文名称      | 邮政 编码 | 位置 | 津贴 制度 | 学生 数量 | 坐标                                        |
| -------- | -------- | -------- | --------------- | --------- | ---- | --------- | --------- | ------------------------------------------- |
| WBC0140  | 甘榜班登 | 循人华小 | SJK(C) Tsun Jin | 55100     | 市区 | 半津      | 1803      | 3°08′14″N 101°43′49″E / 3.1373°N 101.7303°E |

## 交通

### 鐵路
敦拉薩國際貿易中心站位於甘榜班登西側，以服務未來敦拉薩國際貿易中心的使用者，12 布城线預計於2022年通車。
| 車站編號  | 車站名称             | 原文名             | 车站服务           |
| --------- | -------------------- | ------------------ | ------------------ |
| KG20 PY23 | 敦拉薩國際貿易中心站 | Tun Razak Exchange | 9 加影线 12 布城线 |

### 公路
甘榜班登交通圈是吉隆坡西部主要的交通樞紐之一，可連接市中心、燕美、新街場、馬魯里、安邦等地，每日車流量極高，因此成為吉隆坡主要的交通黑區之一。區內主要道路為甘榜班登路（Jalan Kampung Pandan）及敦拉薩路（Jalan Tun Razak），可藉由相關道路連接蕉賴路（Jalan Cheras）、富都路（Jalan Pudu）、新街場路（Jalan Sungai Besi）、陸佑路（Jalan Loke Yew）、新街場大道（BESRAYA）、隆芙大道（KESAS）、隆布大道（MEX）與精明隧道（SMART Tunnel）。